# Wernsdorf (Pockau-Lengefeld)
Wernsdorf ist ein Ortsteil der sächsischen Stadt Pockau-Lengefeld im Erzgebirgskreis.

## Geografie

### Lage
Das Waldhufendorf Wernsdorf liegt etwa 3,5 Kilometer östlich von Pockau im sächsischen Erzgebirge. Der Ort liegt überwiegend in der Quellmulde eines nach Süden zur Flöha fließenden Baches. Zum Ortsteil gehört die etwa 1 Kilometer südlich gelegene Ansiedlung Hammer. Im Osten und Südosten begrenzt der Scheitwald die Ortsflur.
Über die Kreisstraße 8114 ist der Ort an die nordwestlich verlaufende Bundesstraße 101 Annaberg-Buchholz–Freiberg angebunden, die durch den Ort verlaufende Kreisstraße 8112 gewährleistet Anschluss an Forchheim im Norden sowie Nennigmühle im Südwesten und die dort verlaufende Staatsstraße 223 Flöha–Olbernhau. Über eine Gemeindestraße besteht zudem Anschluss an den Olbernhauer Ortsteil Reukersdorf im Südosten.

### Nachbarorte
| Görsdorf    | Forchheim                                   |             |
| Pockau      | Kompassrose, die auf Nachbargemeinden zeigt | Hutha       |
| Nennigmühle |                                             | Reukersdorf |

## Geschichte

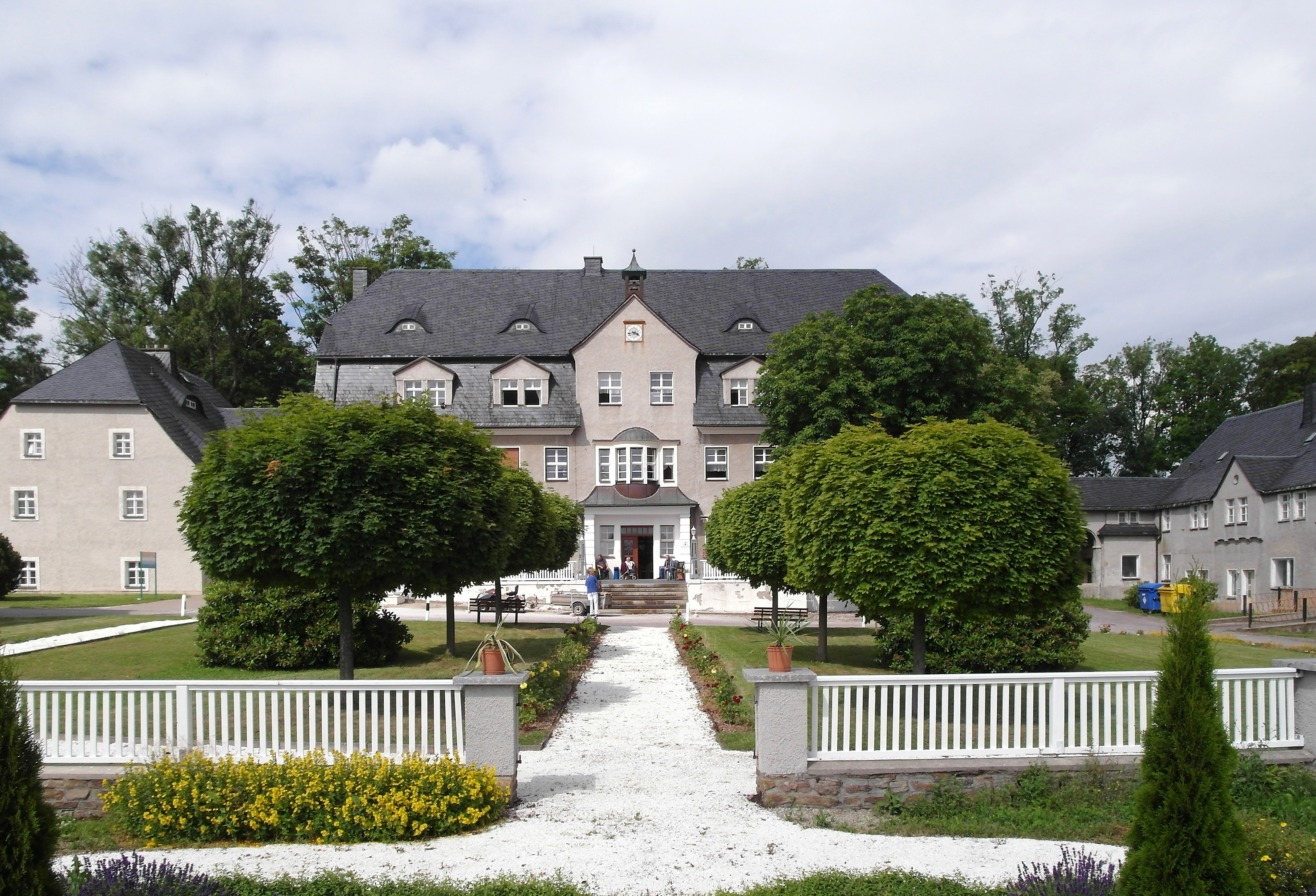
Rittergut Wernsdorf, Herrenhaus 2016, heute Altersheim

Die erste urkundliche Erwähnung datiert aus dem Jahre 1434 als Wernstorff. 1475 grassierte im Ort die Pest, ihr fielen über die Hälfte der Einwohner zum Opfer. Mit der Reformation 1539 kam Wernsdorf zur Parochie Forchheim. 1559 ließen sich die Grundherren von Berbisdorf in Forchheim nieder, zu den zum Rittergutsbezirk gehörenden Dörfern zählte auch Wernsdorf. 1742 wütete im Allodialgut ein Brand, durch einen neuen Besitzer wurde es in der Folgezeit wiedererrichtet. 1752 erhielt der Ort seine eigene Schule, 1836 wurde sie durch einen Neubau ersetzt in dem dann auch die Schüler aus Nennigmühle unterrichtet werden. 1760 wurde eine Mahlmühle erwähnt, sie wurde später zur Schneidmühle erweitert. 1906 fiel die Mühle einem Brand durch Blitzschlag zum Opfer und wurde nicht wieder aufgebaut. 1858 wurde Nennigmühle eingegliedert. Durch Wilhelm von Herder auf Rauenstein wurde im Flöhatal eine Papierfabrik sowie zwischen Nennigmühle und Blumenau die Holzschleiferei Kamerun gegründet. Fabrik und Holzschleiferei wurden 1906 an die Firma „Günther & Richter OHG“ verkauft. 1946 erfolgte die Demontage der Anlagen der Papierfabrik. Ab 1913 besaß der Chemnitzer Unternehmer Johannes Reinecker das Rittergut Wernsdorf. Im Zuge der Bodenreform zählte Wernsdorf 1950 33 landwirtschaftliche Betriebe mit 120 Beschäftigten, 1953 gründete sich die LPG „Max Roscher“. 1971/72 erfolgten Um- und Ausbauten der Schule, dabei wurde der baufällige Glockenturm abgetragen. 1992 wurde die Schule endgültig geschlossen. Im gleichen Jahr wurde die Papierfabrik reprivatisiert, die Produktion jedoch 1997 eingestellt. 2002 wurde durch den örtlichen Schnitzverein ein Glockentürmchen in der Ortsmitte aufgestellt, in welchem seitdem die Schulglocke von 1836 ihren Platz hat.
Zum 1. März 1994 wurde Wernsdorf nach Pockau eingemeindet.

## Entwicklung der Einwohnerzahl
| Jahr | Einwohnerzahl                            |
| ---- | ---------------------------------------- |
| 1552 | 10 besessene Mann                        |
| 1764 | 10 besessene Mann, 10 Häusler, 6 ½ Hufen |
| 1834 | 321                                      |
| 1871 | 482                                      |
| 1890 | 568                                      |

| Jahr | Einwohnerzahl |
| ---- | ------------- |
| 1910 | 647           |
| 1925 | 735           |
| 1939 | 880           |
| 1946 | 752           |
| 1950 | 935           |

| Jahr | Einwohnerzahl |
| ---- | ------------- |
| 1964 | 854           |
| 1987 | 667           |
| 1990 | 637           |

## Persönlichkeiten
- Hanns-Heinz Kasper (1925–1999), von 1952 bis 1955 Bürgermeister